# Partenavia
Partenavia war ein italienischer Flugzeughersteller in Neapel.

## Geschichte

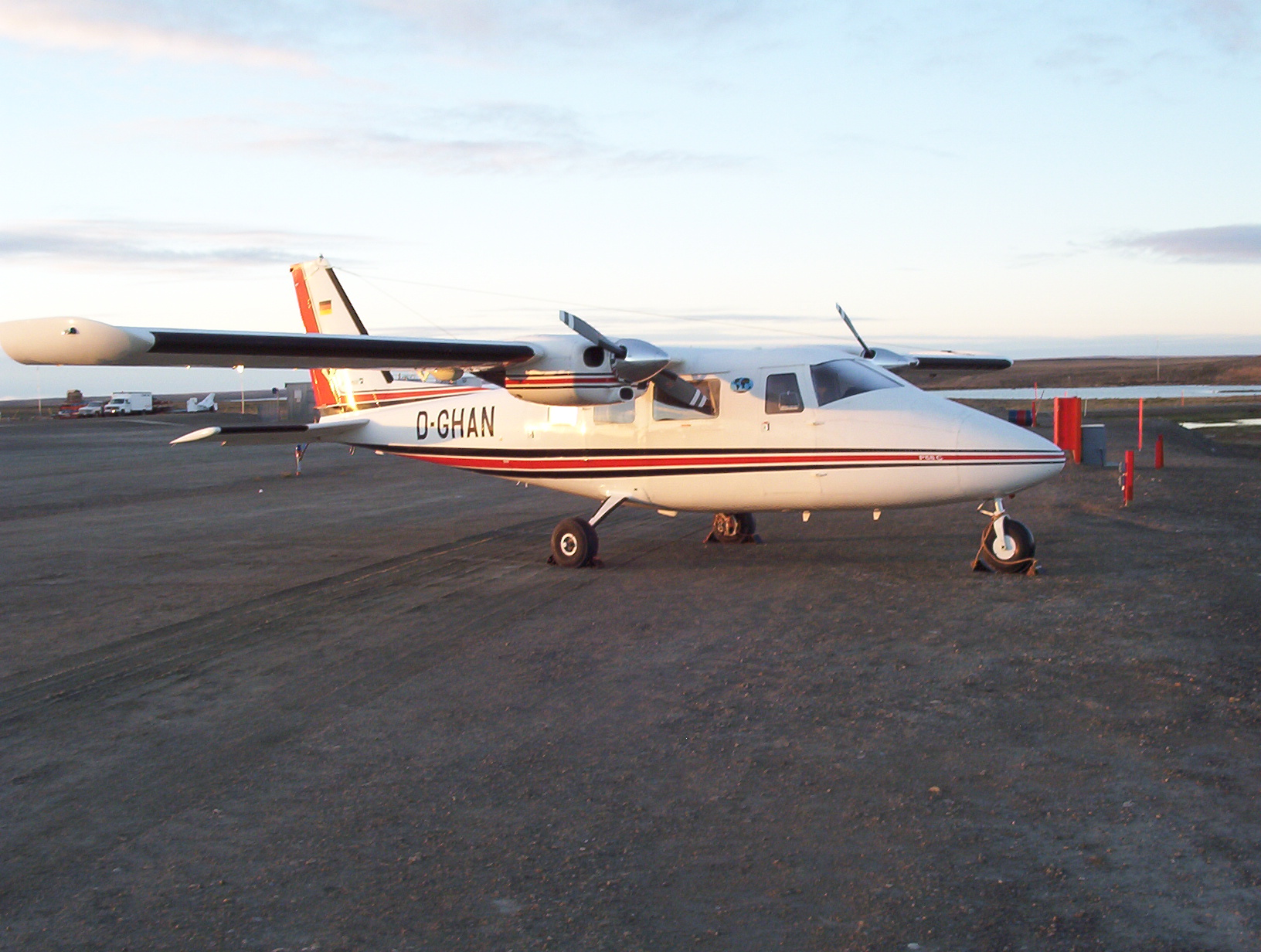
D-GHAN Partenavia P-68 Victor

Partenavia wurde 1952 in Neapel von den Brüdern Luigi und Paolo Pascale als Partenavia Costruzioni Aeronautiche SpA gegründet, um leichte Flugzeuge zu bauen. Diese wurden vor allem von italienischen Fliegerclubs eingesetzt.
Im Juli 1981 wurde Partenavia vom italienischen Staatskonzern Alenia übernommen. Die Produktpflege nahm daraufhin immer mehr ab, Ersatzteile wurden fast nicht mehr gefertigt, von der Konstruktion neuer Typen ganz zu schweigen. In den Partenavia-Produktionsstätten auf dem Flughafen Capodichino wurden Teile für Boeing- und McDonnell-Douglas-Verkehrsflugzeuge gebaut.
Im Jahre 1992 zerschlug sich nach längeren Verhandlungen die Übernahme von Partenavia durch die in Genua ansässige Firma Piaggio.
Am 1. April 1993 übernahm der Bologneser Geschäftsmann Dr. Luciano Zanotti für ca. 8 Milliarden Lire (damals ca. 7,6 Mio. DM) den Hersteller. Mit ihm sollte das Unternehmen wieder aktiv werden. Über die Wiederaufnahme der Produktion der zweimotorigen Typen P.68C, P.68C-TC, P.68 „Observer 2“ und AP.68TP-600 „Victor“ wurde zumindest nachgedacht. Es gab auch Pläne für eine einmotorige PD93 „Idea“ mit einem 200-PS-Motor und für die zweimotorige PD90 „Tapete“ (fliegender Teppich) für bis zu 18 Passagiere.
Partenavia wurde 1998 insolvent und durch die 1996 gegründete Vulcanair SpA aufgekauft.
Im Jahre 1986 gründeten Luigi und sein weiterer Bruder Giovanni in Neapel das Unternehmen S.R.L. Costruzioni Aeronautiche Tecnam.

## Flugzeuge
Die erste gebaute Maschine  war die P.48 Astore. Im Jahre 1953 folgte die P.52 Trigotto. Die folgende P.55 Tornado gewann zweimal den Wettbewerb Giro de Sicilia. Der viersitzige Hochdecker P.57 Fachiro erschien im Jahre 1957. Nächste erfolgreiche Entwicklung war die P.64 Oscar, die auch als RSA.200 bei AFIC (Pty.) Ltd. in Südafrika in Lizenz gebaut wurde, und die P.66C.
Es folgte im Jahre 1968 mit der sechssitzigen P.68 die erste zweimotorige Maschine der Firma. Die Maschine ist mit zwei Lycoming-IO-360-Motoren ausgestattet. Bei 65 Prozent Leistung erreicht sie 298 km/h Reisegeschwindigkeit. Die Reichweite beträgt 1595 km.